# Caso Barrios Altos c. Perú
El caso Barrios Altos c. Perú es una sentencia de la Corte Interamericana de Derechos Humanos del 14 de marzo de 2001 sobre la responsabilidad internacional de Perú por la masacre de Barrios Altos por parte de agentes militares, así como la falta de investigación y sanción de los responsables de los hechos. La Corte determinó que las leyes de amnistía aprobadas por el Congreso peruano eran incompatibles con la Convención Americana sobre Derechos Humanos y le exigió al Estado la anulación de dichas leyes.

## Hechos
Los hechos del caso ocurrieron el 3 de noviembre de 1991. Según la Corte, seis individuos del grupo Colina, compuesto por miembros del ejército, irrumpieron en un inmueble ubicado en el vecindario conocido como Barrios Altos de la ciudad de Lima. Al producirse la irrupción, se estaba celebrando una pollada, es decir, una fiesta para recaudar fondos con el objeto de hacer reparaciones en el edificio. Los atacantes llegaron al sitio en dos vehículos y obligaron a las víctimas a arrojarse al suelo. Seguidamente empezaron a dispararles por un período aproximado de dos minutos. 15 personas fallecieron y 4 quedaron gravemente heridas. El Congreso peruano promulgó una ley de amnistía, la cual exoneraba de responsabilidad a los militares, policías, y también a civiles, que hubieran cometido, entre 1980 y 1995, violaciones a los derechos humanos o participado en esas violaciones. No se realizaron mayores investigaciones ni se sancionaron a los responsables.

## Intancias
La petición ante la Comisión Interamericana de Derechos Humanos fue presentada el 28 de agosto de 1995 y la comisión publicó el informe de admisibilidad y fondo el 7 de marzo de 2000; el caso fue remitido a la Corte Interamericana el 8 de junio de 2000. La Comisión presentó la demanda en este caso con el objeto de que la Corte decidiera si el Estado violó los derechos consagrados en los artículos 4, 5, 8, 13 y 25 de la Convención Americana sobre Derechos Humanos en relación con el artículo 1.1 y 2 de la misma. La audiencia ante la Corte tuvo lugar el 14 de marzo de 2001. La Corte determinó ser competente para conocer del presente caso dado que Perú es Estado parte en la Convención Americana desde el 28 de julio de 1978 y reconoció la competencia obligatoria de la Corte el 21 de enero de 1981. El Estado realizó un reconocimiento de responsabilidad internacional, el cual fue aceptado por la Corte IDH.

## Impacto fuera del Perú
Esta sentencia es  considerada un importante precedente jurisprudencial en el sistema interamericano, en el que es vinculante, y en el derecho internacional público en general al establecer la imposibilidad de otorgar aministías sobre graves crímenes contra los derechos humanos. En opinión de la Corte, "son inadmisibles las disposiciones de amnistía, las disposiciones de prescripción y el establecimiento de excluyentes de responsabilidad que pretendan impedir la investigación y sanción de los responsables de las violaciones graves de los derechos humanos" (fundamento 41 de la sentencia de fondo), por entrar en colisión con la Convención Americana sobre Derechos Humanos. Este estándar, a veces conocido como el «estándar Barrios Altos», ha sido ratificado en varias sentencias posteriores por la misma Corte, incluyendo la sentencia de Almonacid vs. Chile de 2006.
En el ámbito latinoamericano, el caso de mayor impacto en el derecho interno del estándar Barrios Altos y la sentencia de 2001 ha sido el de Argentina. En dicho país, la Corte Suprema apeló al precedente de la sentencia de Barrios Altos versus Perú en su sentencia de 2005 del Caso Simón que declaró inconstitucionales las leyes de Punto Final y de Obediencia Debida. Por contraste, los tribunales internos y sus respectivos parlamentos han sido reacios a aplicar el estándar Barrios Altos en otros países, como Chile, Uruguay y Brasil. Han existido propuestas jurídicas de incorporar la doctrina de esta sentencia en otros ámbitos, como el sistema europeo de derechos humanos o el derecho español.